# Naissance des pieuvres
Naissance des pieuvres is een Franse dramafilm uit 2007.  Met deze film debuteerde Céline Sciamma zowel als scenarioschrijver en als regisseur.

## Verhaal
De film volgt het seksuele ontwaken van drie 15-jarige vriendinnen in een middenklasse buitenwijk van Parijs tijdens een zomer. In de eenzaamheid van de kleedkamer van het zwembad, ontdekken de jonge tienermeisjes Marie (Pauline Acquart), Anne (Louise Blachère) en Floriane (Adèle Haenel) de ware betekenis van opwinding en de kracht van seksuele aantrekkingskracht.

## Rolverdeling
- Pauline Acquart als Marie
- Louise Blachère als Anne
- Adèle Haenel als Floriane
- Warren Jacquin als François
- Alice de Lencquesaing als meisje in kleedkamer
- Celine Sciamma, regisseur van de film, verschijnt als cameo-assistent

## Prijzen en nominaties
De film werd geselecteerd voor vertoning in de sectie Un certain regard op het Filmfestival van Cannes 2007, en won zowel de Prix de la jeunesse 2007 op Cabourg Film Festival als de Louis Delluc Prijs 2007 voor beste debuutfilm.
De film behaalde drie nominaties voor de César Awards 2008; Céline Sciamma werd genomineerd voor de César voor beste debuutfilm 2008 en actrices Adèle Haenel en Louise Blachère werden beide genomineerd voor de César Award 2008 voor meest veelbelovende actrice.